# إريك تشيشولم (موسيقي)
كان إريك تشيشولم (4 يناير 1904- 8 يونيو 1965) ملحنًا اسكتلنديًا وعازف بيانو وعازف أرغن وقائد فرقة موسيقية عُرف أحيانًا «بملحن اسكتلندا المنسي». وفقًا لما جاء به كاتب سيرته الذاتية، كان تشيشولم «أول ملحن يستوعب التعابير الكلتية في موسيقاه من ناحيتي الشكل والمضمون، ويوازي إنجازه إنجازات باتروك من ناحية الفهم العميق والجرأة»، مما دفع البعض لإعطائه لقب «ماك باتروك». باعتباره ملحنًا ومؤدي ومغني، لعب دورًا هامًا في الحياة الموسيقية لمدينة غلاسكو بين الحربين العالميتين، وكان مؤسس الباليه الكلتي، وجنبًا إلى جنب مع مارغريت موريس، أنشأ أول باليه اسكتلندي بالطول الكامل بعنوان حورية البحر المنبوذة. عمل بعد الحرب العالمية الثانية كأستاذ ورئيس لكلية الموسيقا في جنوب إفريقيا في جامعة كيب تاون لمدة 19 عامًا حتى وفاته. أسس تشيشولم شركة أوبرا كلية جنوب إفريقيا للموسيقا في كيب تاون وكان قوة حيوية في جلب أوبرا جديدة إلى اسكتلندا وإنجلترا وجنوب إفريقيا.

## النشأة وتعليمه
إريك تشيشولم هو ابن جون تشيشولم، الذي يعمل كخبير في طلاء المنازل، وزوجته إليزابيث ماكغيشي ماكليود. غادر مدرسة كوينز بارك، غلاسكو في سن مبكرة إذ كان يبلغ حينها 13 عامًا، لكنه رغم ذلك أظهر موهبة في التأليف الموسيقي ونشرت بعض من مقطوعاته خلال طفولته. تلقى دروسًا في العزف على البيانو مع فيليب هالستيد في مدرسة أثينا للموسيقا في غلاسكو، وهي اليوم المعهد الملكي الإسكتلندي، ثم درس في وقت لاحق الأرغن على يد هربرت والتون، عازف الأرغن في كاتدرائية غلاسكو. بحلول الوقت الذي كان يبلغ فيه 12 من العمر، كان يؤدي حفلات موسيقية بالعزف على الأرغن بما في ذلك حفلة مهمة في كينغستون أبون هول. أصبح فيما بعد عازف البيانو ليف بويشنوف معلمه الرئيسي وعرابه. في عام 1927، سافر إلى نوفا سكوشيا، كندا، حيث عين عازف الأرغن وقائد جوقة كنيسة ويستمنستر المشيخية في نيو غلاسكو، وقائد الفرقة الموسيقية في أكاديمية بيكتو.
بعد مرور عام على ذلك، عاد إلى اسكتلندا، وعزف الأرغن منذ عام 1928 حتى عام 1933، في كنيسة القديس ماثيو، شارع باث، غلاسكو، الذي سمي فيما بعد باسم راينفيلد سانت ستيفن وهو اليوم سانت أندرو ويست. في عام 1933، عين كعازف أرغن في كنيسة باروني غلاسكو، وبما أنه لم يمتلك شهادة تخرج من المدرسة، فشل في محاولته الالتحاق بالجامعة. بسبب التأثير الذي امتلكته زوجته ديانا برودي عليه، تمكن فيما ما بعد من توطيد علاقاته مع العديد من الأصدقاء الموسيقيين المؤثرين الذين قدموا له خطابات دعم تؤهله الالتحاق بالجامعة. قبل في عام 1928، لدراسة الموسيقى في جامعة إدنبرة، تحت إشراف صديقه وعرابه عالم الموسيقا الشهير السير دونالد توفيف. تخرج تشيشولم بدرجة بكالوريس في الموسيقا عام 1931 وبدرجة دكتوراه في الموسيقا عام 1934. أثناء دراساته في الجامعة، أسس جمعية الباليه الاسكتلندية في عام 1928 والجمعية النشطة لنشر الموسيقا المعاصرة في عام 1929 مع زميله الملحن فرانسيس جورج سكوت وصديق تشيشولم، بات شانون. عمل تشيشولم أيضًا منذ عام 1930 وحتى عام 1934 كناقد موسيقي في غلاسكو هيرالد الأسبوعية وصحيفة دايلي اكسبرس الاسكتلندية.